# 1992年夏季残疾人奥林匹克运动会缅甸代表团
1992年夏季残疾人奥林匹克运动会缅甸代表团是缅甸派出的1992年夏季残疾人奥林匹克运动会代表团。未获得奖牌。